# Austropallene tibicina
Austropallene tibicina là một loài nhện biển trong họ Callipallenidae. Loài này thuộc chi Austropallene. Austropallene tibicina được miêu tả khoa học năm 1915 bởi Calman.